# Corbenay
Corbenay est une commune française située dans le département de la Haute-Saône, la région culturelle et historique de Franche-Comté et la région administrative Bourgogne-Franche-Comté.
Ses habitants s'appellent les Corbinusiens.

## Géographie

### Climat
Pour des articles plus généraux, voir Climat de la Bourgogne-Franche-Comté et Climat de la Haute-Saône.
En 2010, le climat de la commune est de type climat de montagne, selon une étude du Centre national de la recherche scientifique s'appuyant sur une série de données couvrant la période 1971-2000. En 2020, Météo-France publie une typologie des climats de la France métropolitaine dans laquelle la commune est exposée à un climat semi-continental et est dans la région climatique  Lorraine, plateau de Langres, Morvan, caractérisée par un hiver rude (1,5 °C), des vents modérés et des brouillards fréquents en automne et hiver. 
Pour la période 1971-2000, la température annuelle moyenne est de 10 °C, avec une amplitude thermique annuelle de 17,1 °C. Le cumul annuel moyen de précipitations est de 1 038 mm, avec 12,8 jours de précipitations en janvier et 10,1 jours en juillet. Pour la période 1991-2020, la température moyenne annuelle observée sur la station météorologique de Météo-France la plus proche, « Aillevillers », sur la commune d'Aillevillers-et-Lyaumont à 3 km à vol d'oiseau, est de 10,6 °C et le cumul annuel moyen de précipitations est de 1 175,0 mm. 
La température maximale relevée sur cette station est de 40,6 °C, atteinte le 25 juillet 2019 ; la température minimale est de −23,5 °C, atteinte le 6 janvier 1985,,. 
Les paramètres climatiques de la commune ont été estimés pour le milieu du siècle (2041-2070) selon différents scénarios d'émission de gaz à effet de serre à partir des nouvelles projections climatiques de référence DRIAS-2020. Ils sont consultables sur un site dédié publié par Météo-France en novembre 2022.

## Urbanisme

### Typologie
Au 1er janvier 2024, Corbenay est catégorisée commune rurale à habitat dispersé, selon la nouvelle grille communale de densité à sept niveaux définie par l'Insee en 2022.
Elle est située hors unité urbaine. Par ailleurs la commune fait partie de l'aire d'attraction de Luxeuil-les-Bains, dont elle est une commune de la couronne,. Cette aire, qui regroupe 41 communes, est catégorisée dans les aires de moins de 50 000 habitants,.

### Occupation des sols
L'occupation des sols de la commune, telle qu'elle ressort de la base de données européenne d’occupation biophysique des sols Corine Land Cover (CLC), est marquée par l'importance des forêts et milieux semi-naturels (59 % en 2018), en diminution par rapport à 1990 (62,9 %). La répartition détaillée en 2018 est la suivante : 
forêts (55,9 %), zones agricoles hétérogènes (14 %), prairies (13,1 %), zones urbanisées (10,2 %), milieux à végétation arbustive et/ou herbacée (3,1 %), eaux continentales (2 %), zones industrielles ou commerciales et réseaux de communication (1,7 %). L'évolution de l’occupation des sols de la commune et de ses infrastructures peut être observée sur les différentes représentations cartographiques du territoire : la carte de Cassini (XVIIIe siècle), la carte d'état-major (1820-1866) et les cartes ou photos aériennes de l'IGN pour la période actuelle (1950 à aujourd'hui).

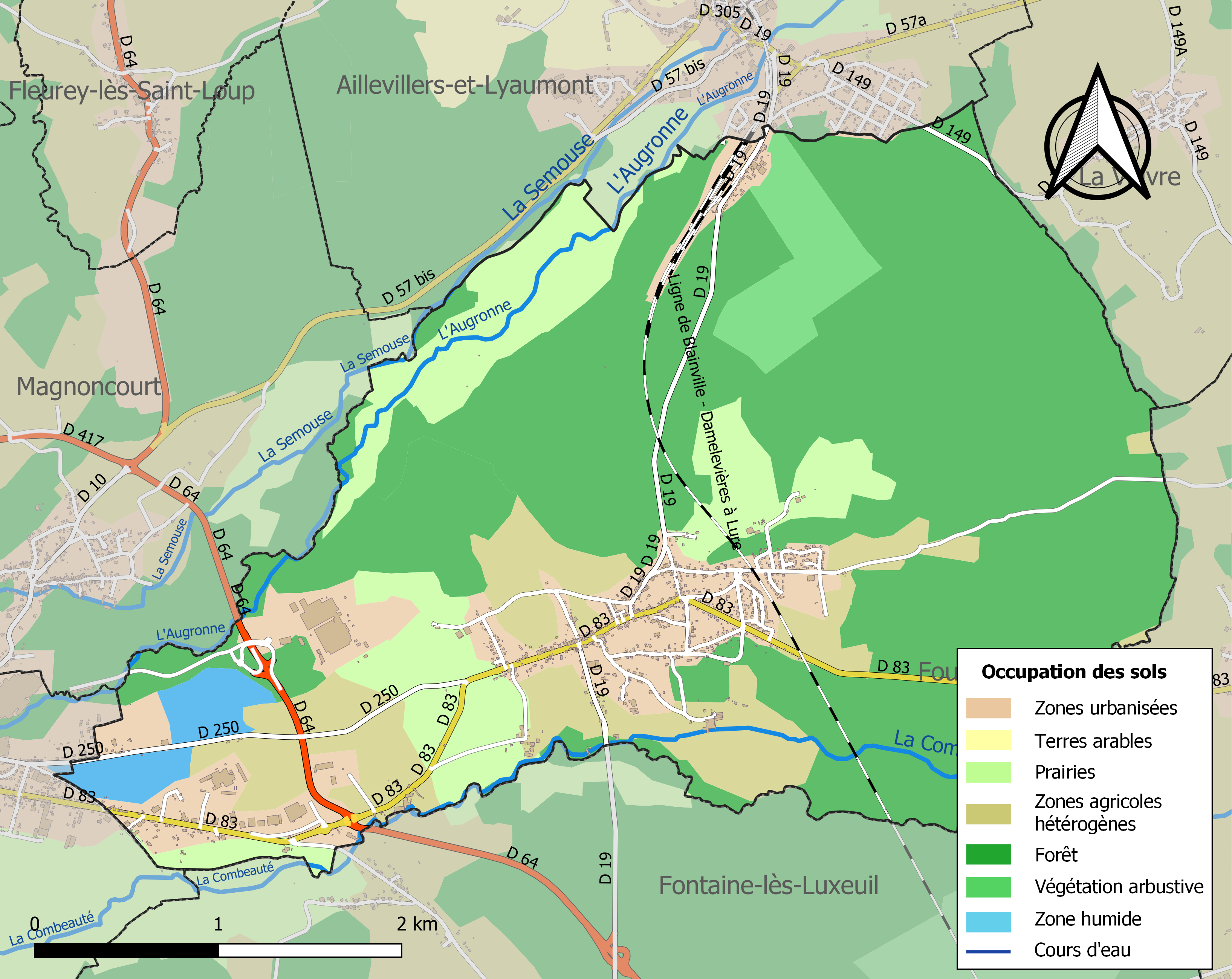
Carte des infrastructures et de l'occupation des sols de la commune en 2018 (CLC).

### Habitat et logement
En 2019, le nombre total de logements dans la commune était de 618, alors qu'il était de 589 en 2014 et de 576 en 2009.
Parmi ces logements, 88,3 % étaient des résidences principales, 2,3 % des résidences secondaires et 9,4 % des logements vacants. Ces logements étaient pour 84,2 % d'entre eux des maisons individuelles et pour 15,1 % des appartements.
Le tableau ci-dessous présente la typologie des logements à Corbenay en 2019 en comparaison avec celle de la Haute-Saône et de la France entière. Une caractéristique marquante du parc de logements est ainsi une proportion de résidences secondaires et logements occasionnels (2,3 %) inférieure à celle du département (6,2 %) et e à celle de la France entière (9,7 %). Concernant le statut d'occupation de ces logements, 70,6 % des habitants de la commune sont propriétaires de leur logement (68,1 % en 2014), contre 68,7 % pour la Haute-Saône et 57,5 pour la France entière.
| Typologie                                               | Corbenay | Haute-Saône | France entière |
| ------------------------------------------------------- | -------- | ----------- | -------------- |
| Résidences principales (en %)                           | 88,3     | 82,9        | 82,1           |
| Résidences secondaires et logements occasionnels (en %) | 2,3      | 6,2         | 9,7            |
| Logements vacants (en %)                                | 9,4      | 10,9        | 8,2            |

## Histoire
Le nom du village est mentionné pour la première fois en 1293 dans un acte de la Seigneurie de Faucogney.
Pendant la Seconde Guerre Mondiale, le 14 juin 1940, bombardement de la Gare d'Aillevillers, causant 23 victimes.

## Politique et administration

### Rattachements administratifs et électoraux
La commune fait partie de l'arrondissement de Lure du département de la Haute-Saône,  en région Bourgogne-Franche-Comté. Pour l'élection des députés, elle dépend de la première circonscription de la Haute-Saône.
Elle se trouve depuis 1801 dans le canton de Saint-Loup-sur-Semouse. Dans le cadre du redécoupage cantonal de 2014 en France, son territoire s'est agrandi, passant de 13 à 23 communes.

### Intercommunalité
La commune était membre de la communauté de communes du val de Semouse, créée le 20 décembre 2001.
Dans le cadre des prescriptions du schéma départemental de coopération intercommunale approuvé en décembre 2011 par le préfet de Haute-Saône, et qui prévoit notamment la fusion de la communauté de communes des belles sources, de la communauté de communes Saône et Coney et de la communauté de communes du val de Semouse, la commune est membre depuis le 1er janvier 2014 de la communauté de communes de la Haute Comté.

### Liste des maires

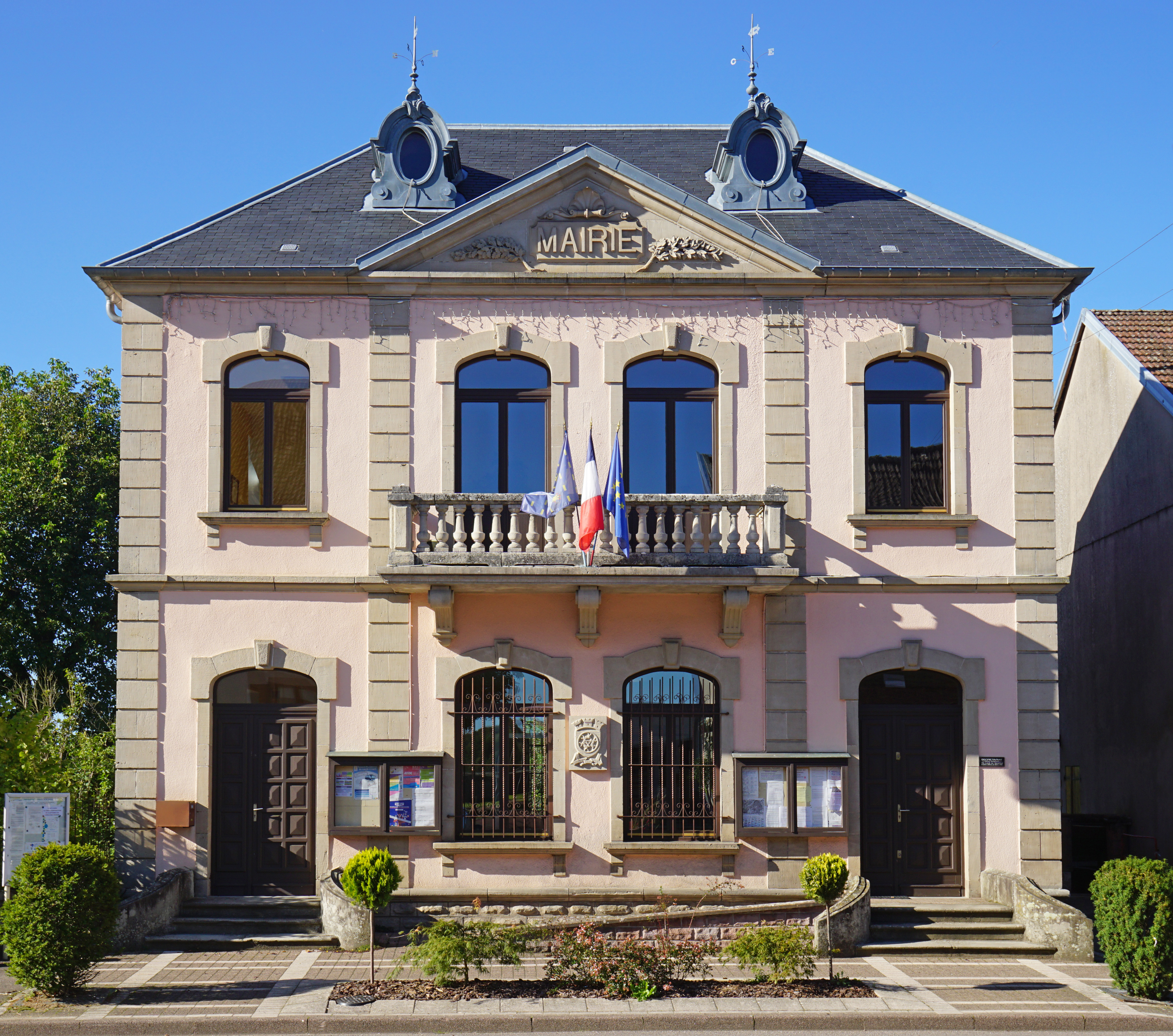
La mairie.

| Période                                  | Période                         | Identité                      | Étiquette | Qualité |
| ---------------------------------------- | ------------------------------- | ----------------------------- | --------- | --- |
| Les données manquantes sont à compléter. |                                 |                               |           | |
| ?                                        | 1793                            | Jean Baptiste Bardot          |           | |
| 1793                                     | 1809                            | Augustin Guyon                |           | |
| 1809                                     | 1810                            | Nicolas Chardin               |           | maire par intérim |
| 1810                                     | 1815                            | Jean Baptiste Bardot          |           | |
| 1815                                     | 1815                            | Nicolas Chardin               |           | |
| 1815                                     | 1820                            | Fortunat Bigey                |           | |
| 1820                                     | 1831                            | François Bigey                |           | |
| 1831                                     | 1831                            | Nicolas Roussel               |           | maire par intérim |
| 1831                                     | 1836                            | Nicolas Roussel               |           | |
| 1836                                     | 1840                            | Felix Caland                  |           | |
| 1840                                     | 1843                            | Nicolas Bigey                 |           | |
| 1843                                     | 1848                            | Felix Caland                  |           | |
| 1848                                     | 1865                            | Joseph Faivre                 |           | |
| 1865                                     | 1870                            | Nicolas Bigey                 |           | |
| 1870                                     | 1871                            | Pierre Alexis Devoille        |           | |
| 1871                                     | 1880                            | Felix Caland                  |           | |
| 1881                                     | 1887                            | Jean-Baptiste Poirot          |           | |
| 1888                                     | 1901                            | Jean Baptiste Henri Bernardin |           | |
| 1902                                     | ?                               | Jules Simon                   |           | |
| Les données manquantes sont à compléter. |                                 |                               |           | |
| janvier 1966                             | mars 1983                       | Jean-Jacques Beucler          |           | Officier de carrière puis industriel. Secrétaire d’État aux Anciens Combattants (1977 → 1978) Député de la Haute-Saône (2e circ.) (1968 → 1981) Conseiller général de Faucogney-et-la-Mer (1976 → 1983) |
| mars 1983                                | mars 2001                       | Louis Bigey                   |           | |
| mars 2001                                | mars 2008                       | Angel Damioli                 |           | |
| mars 2008                                | mai 2020                        | Georges Bardot                |           | Retraité du ministère des affaires étrangères Vice-président de la CC de la Haute Comté (2014 → ) Réélu pour le mandat 2014-2020,                                                                       |
| mai 2020                                 | 2022                            | Maguy Courtoy                 |           | Démissionnaire |
| mars 2022                                | En cours (au 13 septembre 2022) | Gabriel Hamman                |           | |

## Démographie
En 2022, la commune de Corbenay comptait 1249 habitants. À partir du XXIe siècle, les recensements réels des communes de moins de 10 000 habitants ont lieu tous les cinq ans. Les autres « recensements » sont des estimations.
| 1793 | 1800 | 1806 | 1821 | 1831  | 1836  | 1841  | 1846  | 1851  |
| ---- | ---- | ---- | ---- | ----- | ----- | ----- | ----- | ----- |
| 714  | 772  | 855  | 912  | 1 015 | 1 021 | 1 019 | 1 113 | 1 125 |

| 1856 | 1861  | 1866  | 1872  | 1876  | 1881  | 1886  | 1891  | 1896  |
| ---- | ----- | ----- | ----- | ----- | ----- | ----- | ----- | ----- |
| 951  | 1 045 | 1 092 | 1 056 | 1 111 | 1 094 | 1 110 | 1 114 | 1 162 |

| 1901  | 1906  | 1911  | 1921  | 1926  | 1931  | 1936  | 1946 | 1954  |
| ----- | ----- | ----- | ----- | ----- | ----- | ----- | ---- | ----- |
| 1 111 | 1 134 | 1 150 | 1 040 | 1 035 | 1 049 | 1 007 | 954  | 1 037 |

| 1962  | 1968  | 1975  | 1982  | 1990  | 1999  | 2006  | 2008  | 2013  |
| ----- | ----- | ----- | ----- | ----- | ----- | ----- | ----- | ----- |
| 1 075 | 1 157 | 1 241 | 1 418 | 1 377 | 1 392 | 1 342 | 1 327 | 1 300 |

| 2018  | 2022  | - | - | - | - | - | - | - |
| ----- | ----- | - | - | - | - | - | - | - |
| 1 275 | 1 249 | - | - | - | - | - | - | - |

## Économie
- Société Métallurgique de Corbenay (SMC) : fondée en 1870, elle est spécialisée dans les techniques de fabrication de pièces métalliques (découpage, emboutissage, pliage, soudures) et propose des produits propres destinés à la quincaillerie du bâtiment. Elle emploie une vingtaine de personnes environ[21].
- Py constructeur : créé en 1977[22].
- Compagnie Française du Panneau (Groupe Parisot) : créé en 1969, elle est spécialisée dans la fabrique de panneaux de bois, elle emploie 200 personnes[23].
- Transports Clot : entreprise spécialisée dans le transport, affrettement, distribution et logistique qui s'est implanté sur la commune en 2016.
- Eurocooler : fabrication de système de refroidissement pour transformateurs électriques.

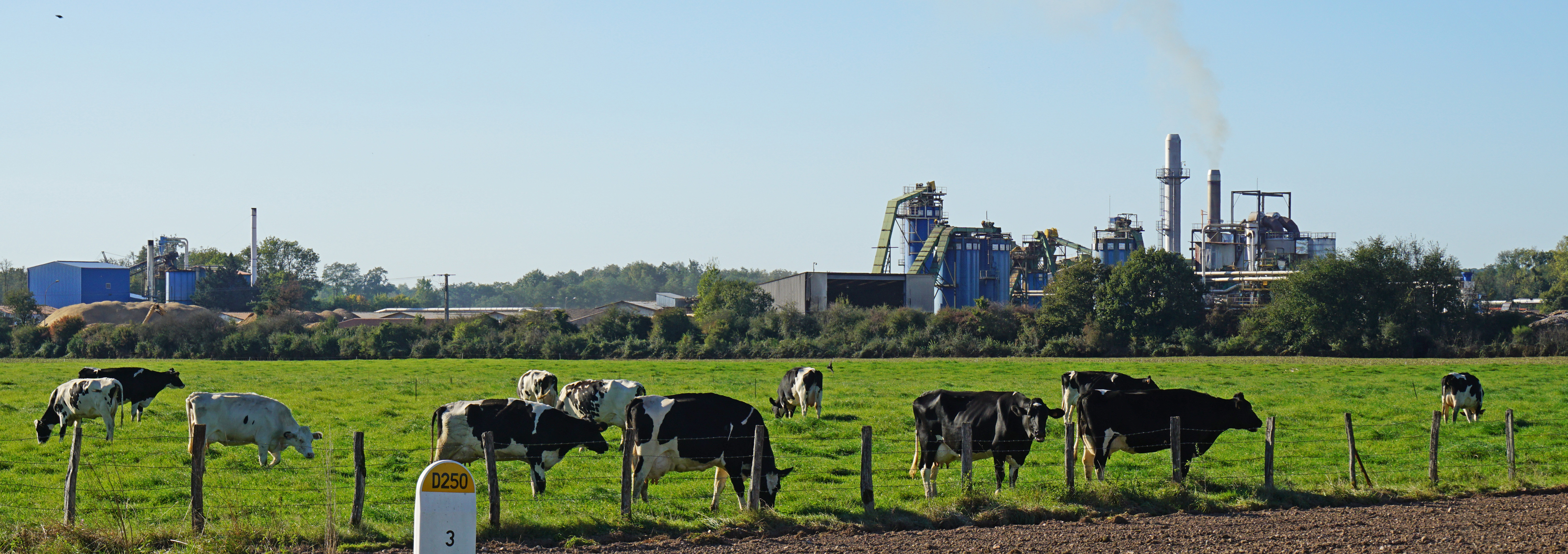
Industrie du bois à Corbeney.

## Lieux et monuments

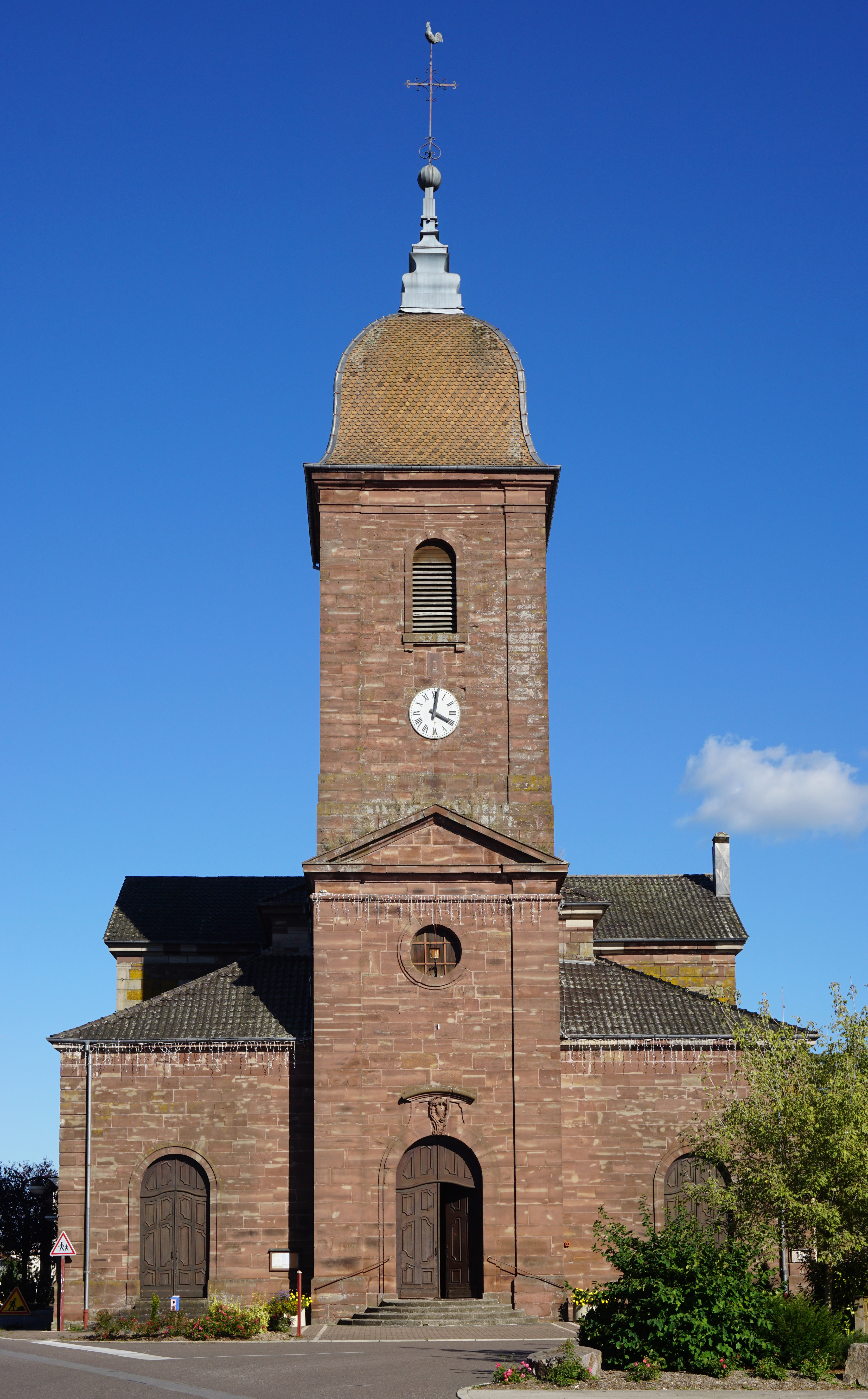
L'église.

### L'église
Consacrée le 21 octobre 1779, l'église est reconstruite au XIXe siècle et restaurée en 1995.
Saint Laurent, diacre martyrisé en 258 à Rome, est le patron de l'église, le vitrail central derrière le maître-autel le représente sur le gril où il a été brulé. De chaque côté du chœur se trouve une statue représentant à gauche saint Laurent, patron de l'église, et saint Étienne à droite, patron de l'église de Fougerolles.
L'église renferme :
- la chaire sculptée style Louis XV ;
- le calvaire de pierre du XVe siècle dans la chapelle des fonts baptismaux ;
- une statue de la Vierge à l'enfant du XIVe siècle qui est la première statue à droite ;
- le nouvel autel et le lieu de parole datent de 2003.

L'église Saint-Laurent.
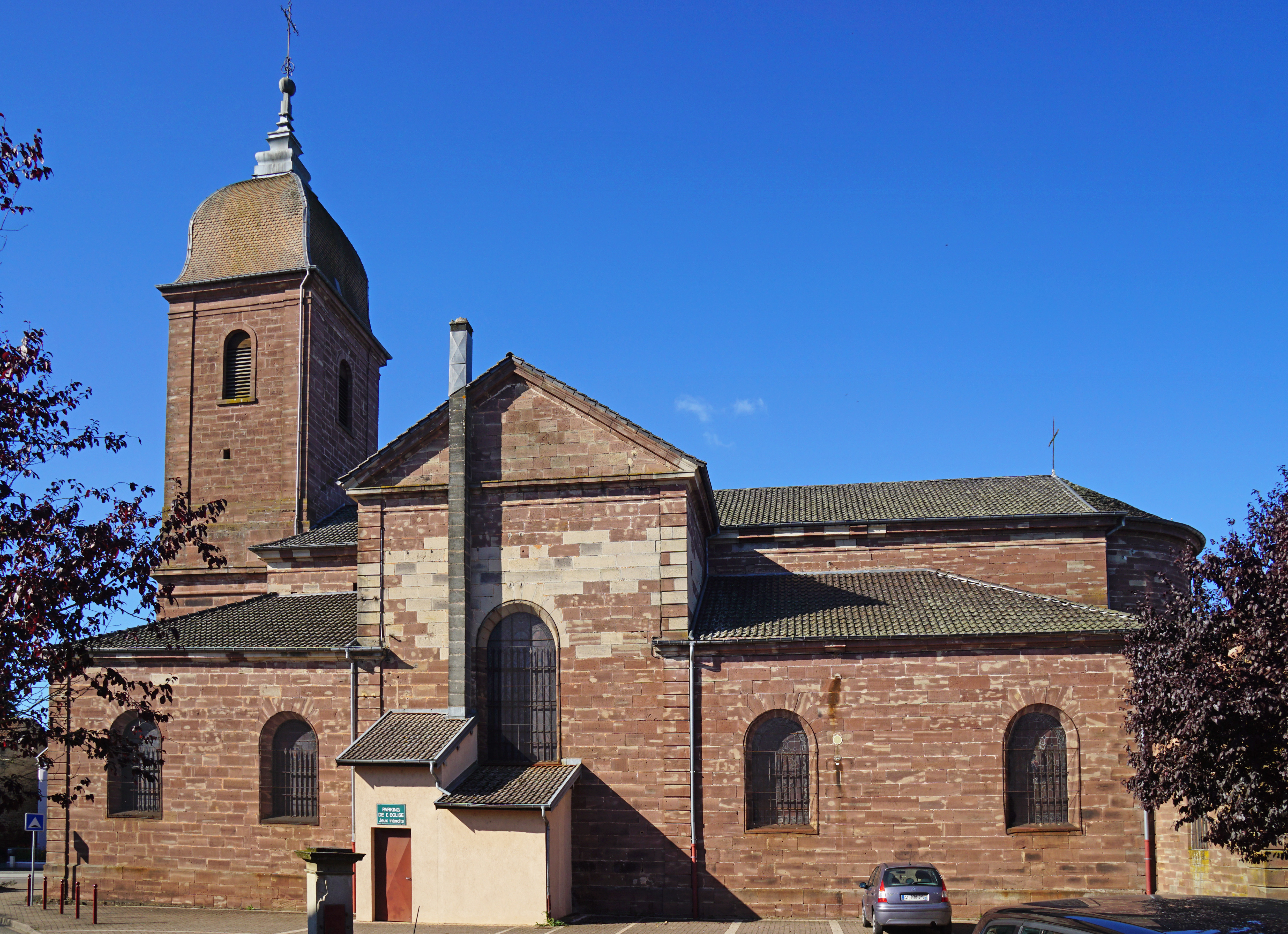
Vue extérieure.
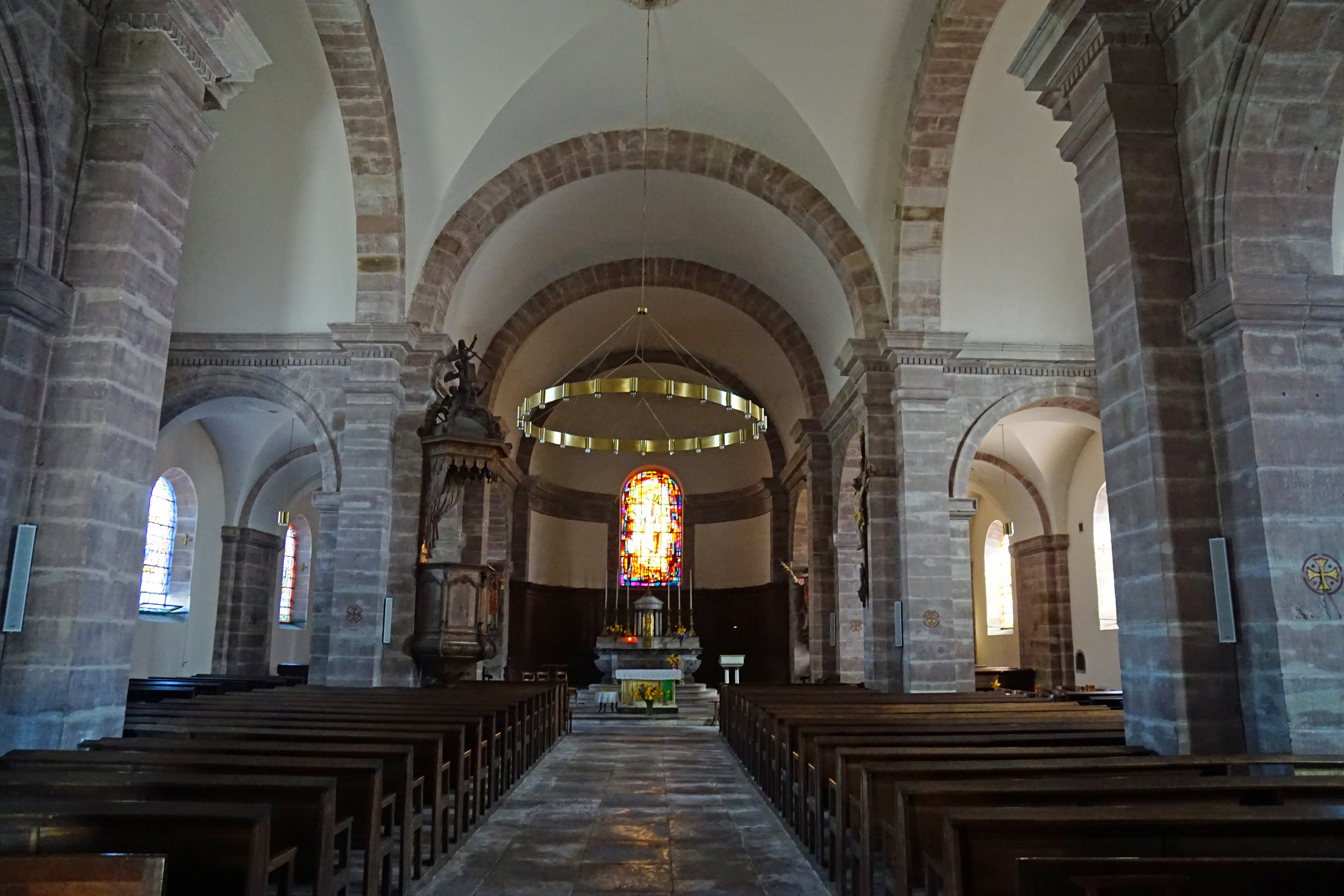
Vue intérieure.
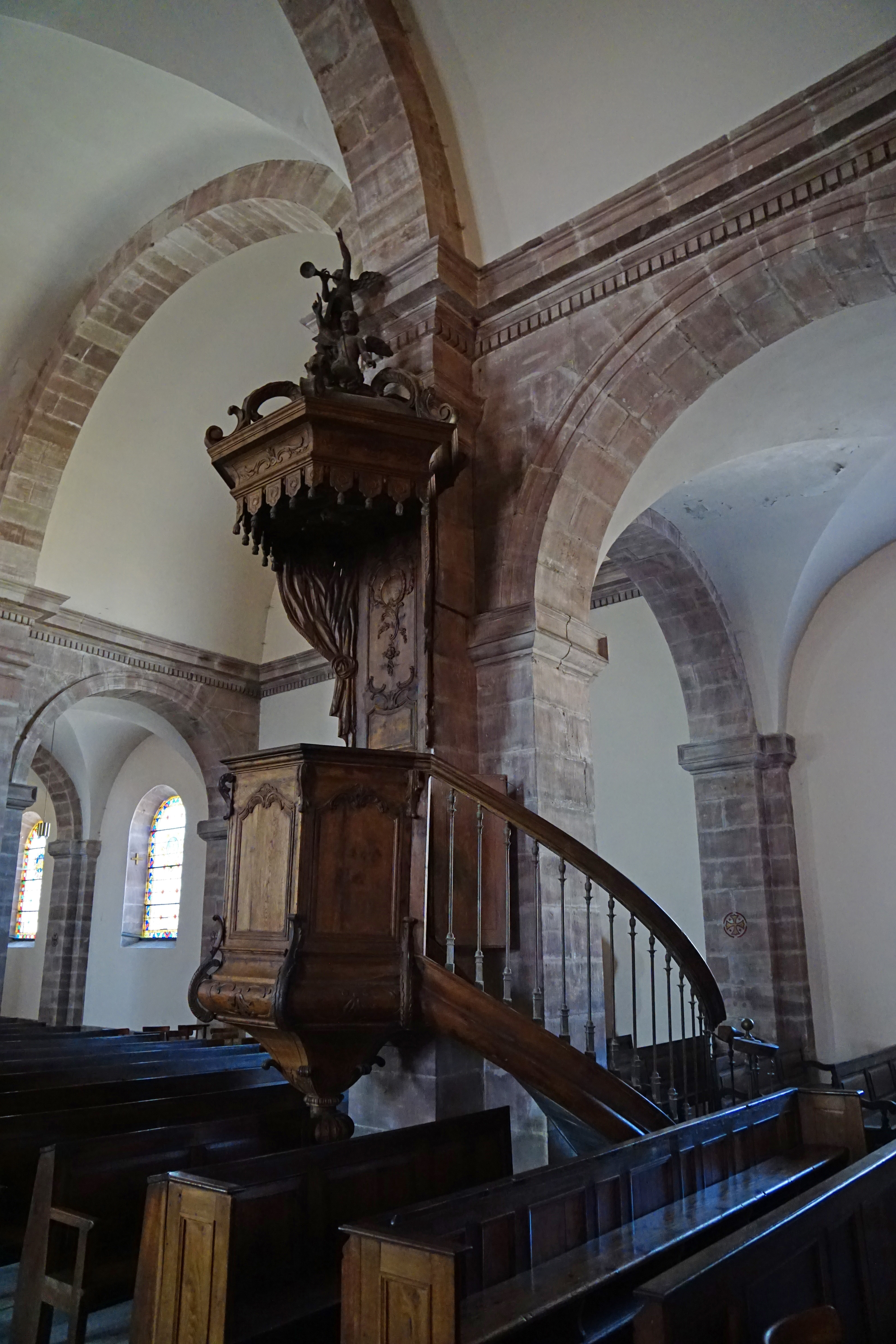
Chair.
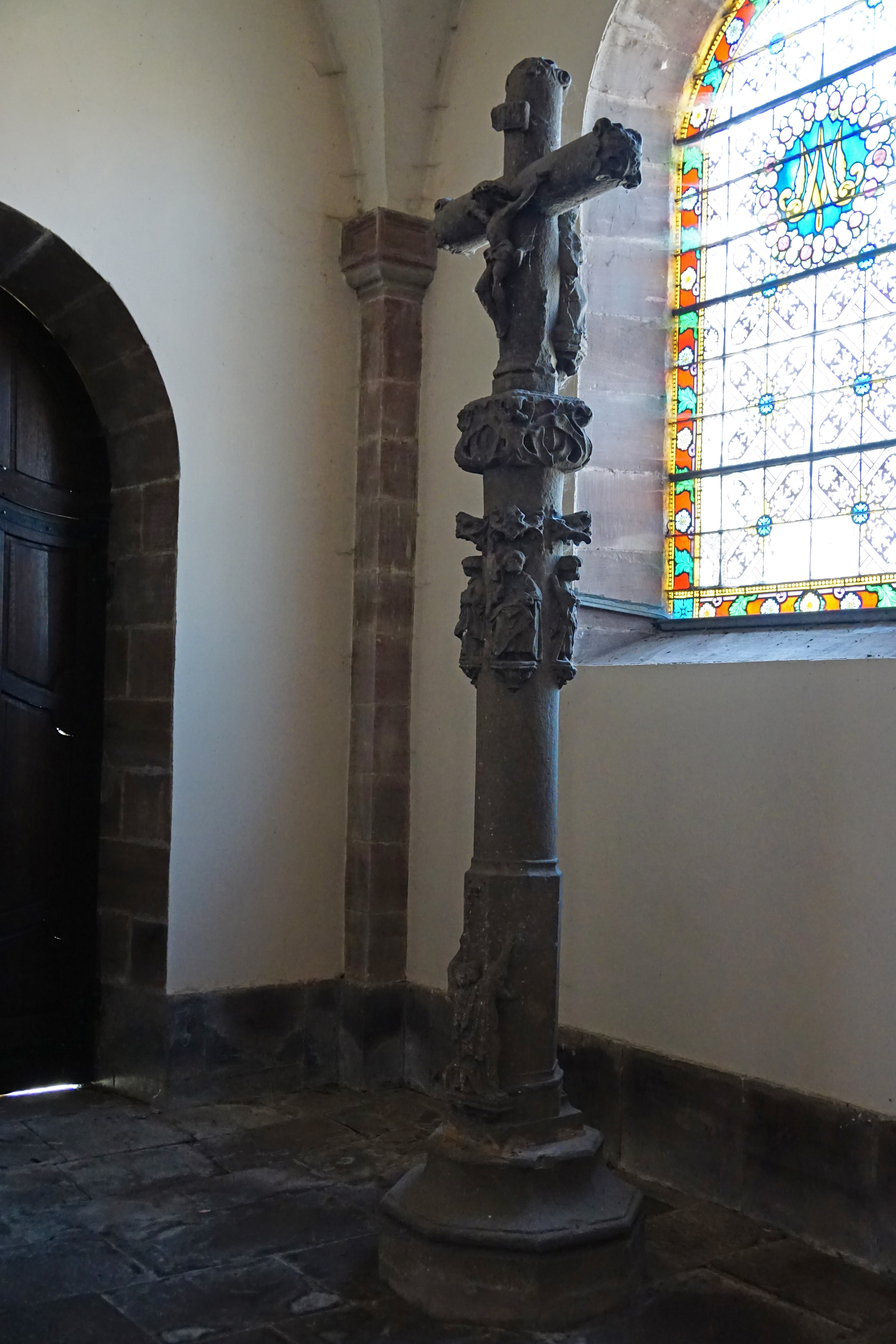
Clalvaire du XVe siècle.

### La chapelle
- située « en bas du village » comme il est dit dans la commune, la rue Henri-Duhaut allant descendent de l'église à la chapelle ;
- Notre-Dame-d'Espérance ;
- elle fait partie des chapelles de l'unité pastorale de Fougerolles visitée lors du mois de mai lors des traditionnelles prières à Marie.

### La mairie
- reconstruite en 1913.

### La salle d'asile
- construite au XIXe siècle.
- ancienne école maternelle.
- Située à côté de l'église.

### Les fontaines lavoirs
- Dateraient d'un projet d'installation dans les années 1860.

### Le monument aux morts
- il fut inauguré le 21 août 1920.
- Situé en face de la mairie, devant l'ancienne école primaire.

### L'ancienne école primaire
- Bâtiment situé face à la mairie, derrière l'église.
- Réceptionnée le 25 juin 1860, le bâtiment actuel fut construit en lieu et place du précédent bâtiment faisant office d'école de 1825 à 1860.
- Occupera sa fonction d'école primaire jusqu'en 2010, où le nouveau groupe scolaire de la commune sera inauguré.

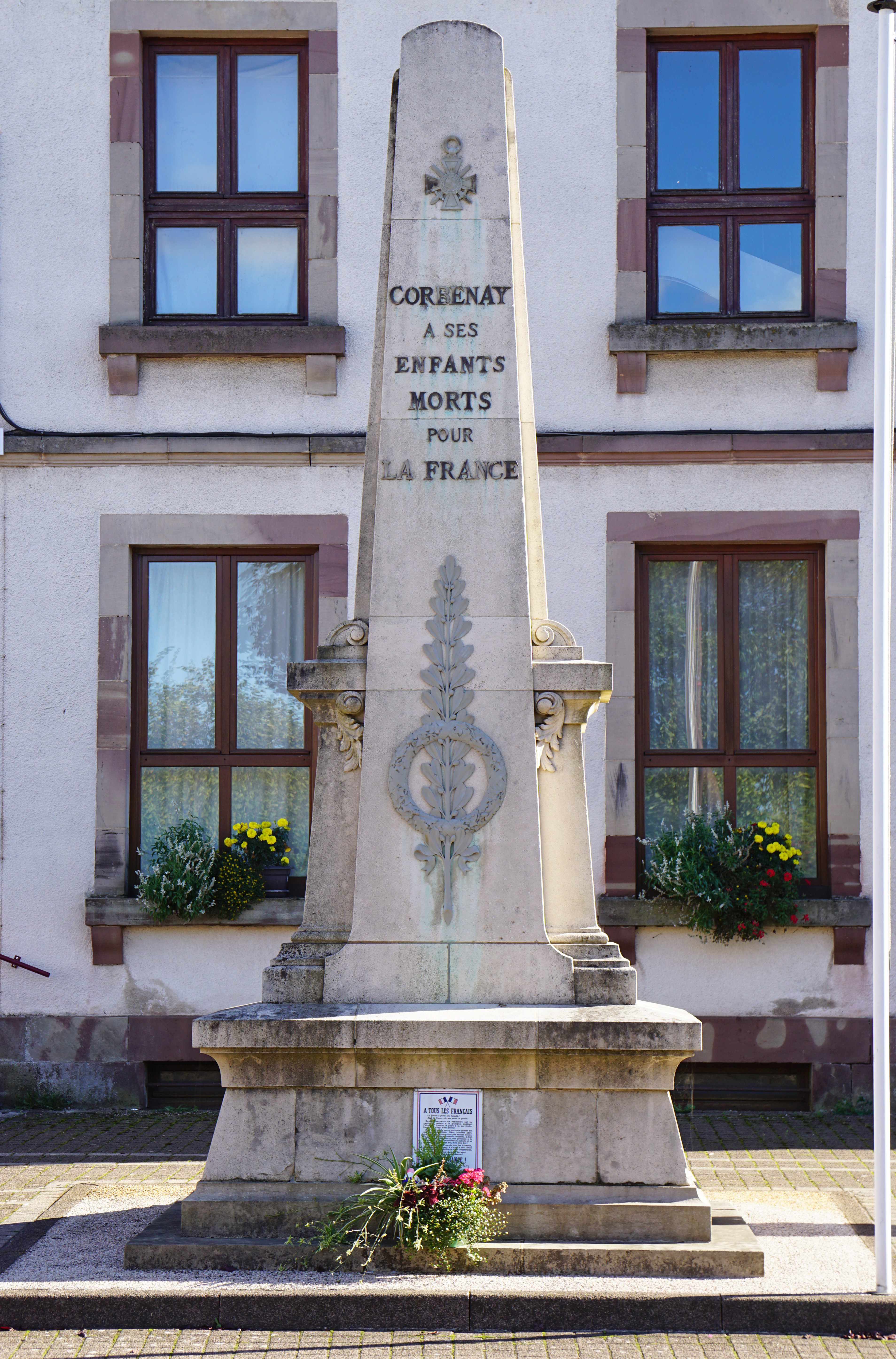
Le monument aux morts.
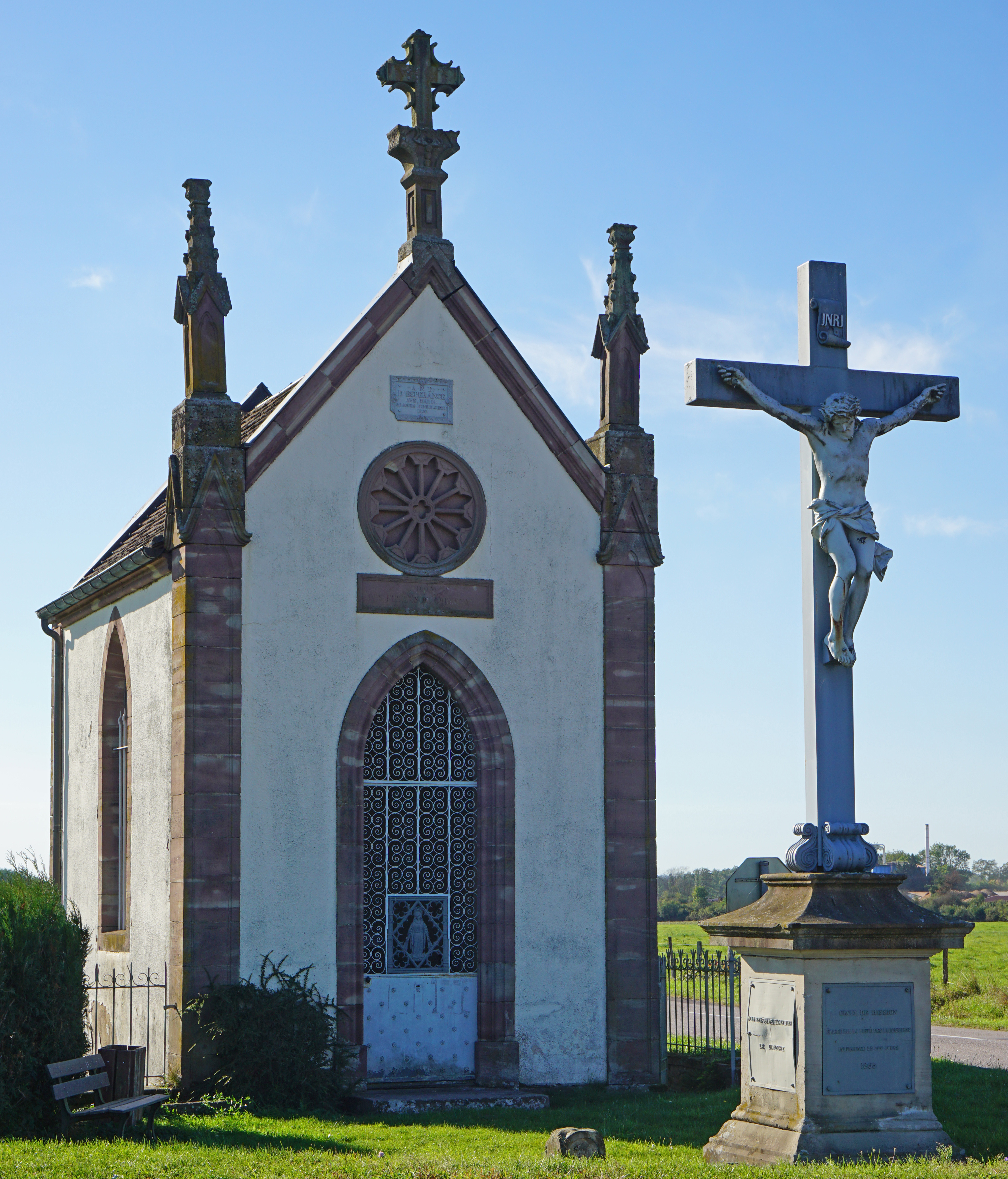
La chapelle Notre-Dame-d'Espérance.
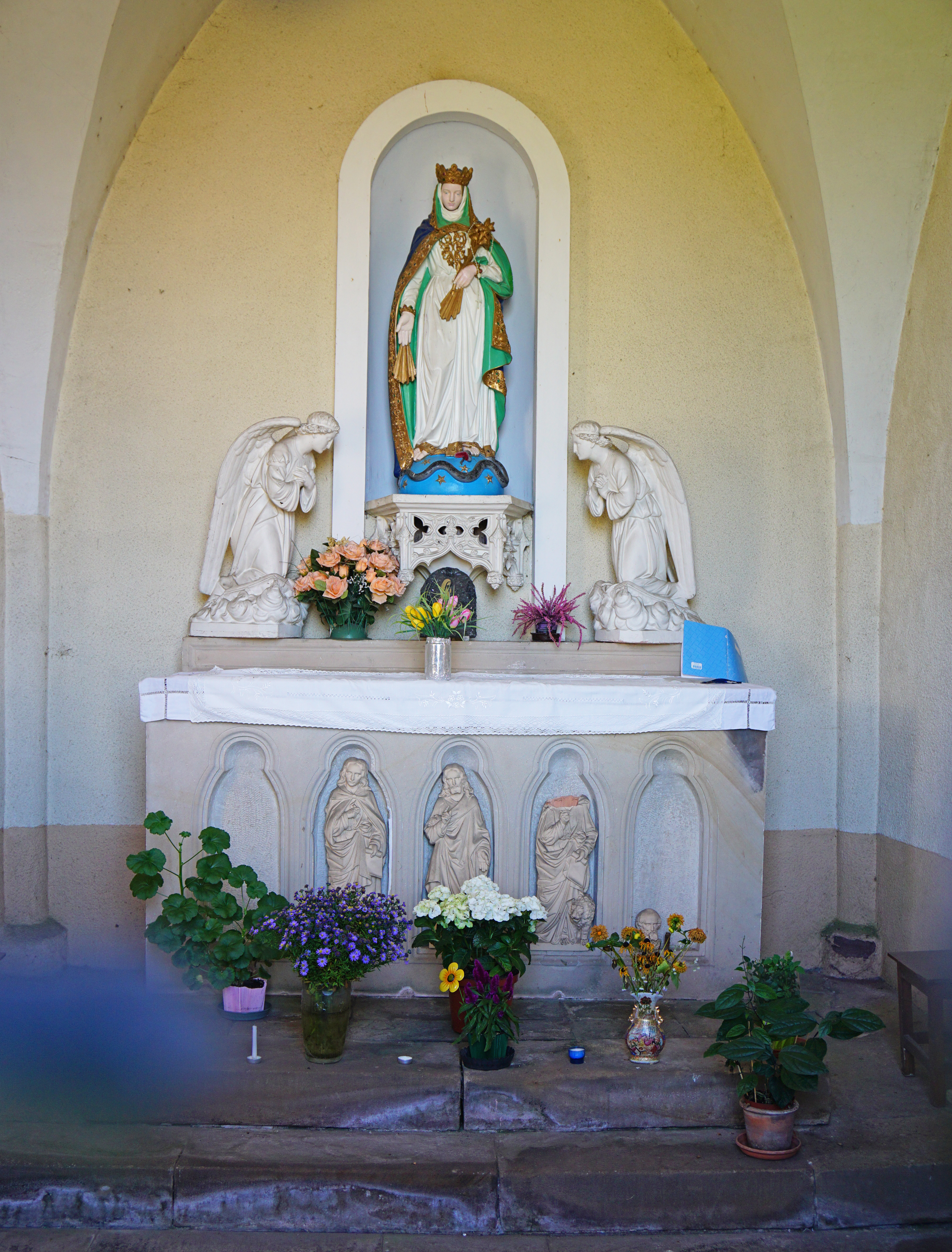
Vue intérieure.
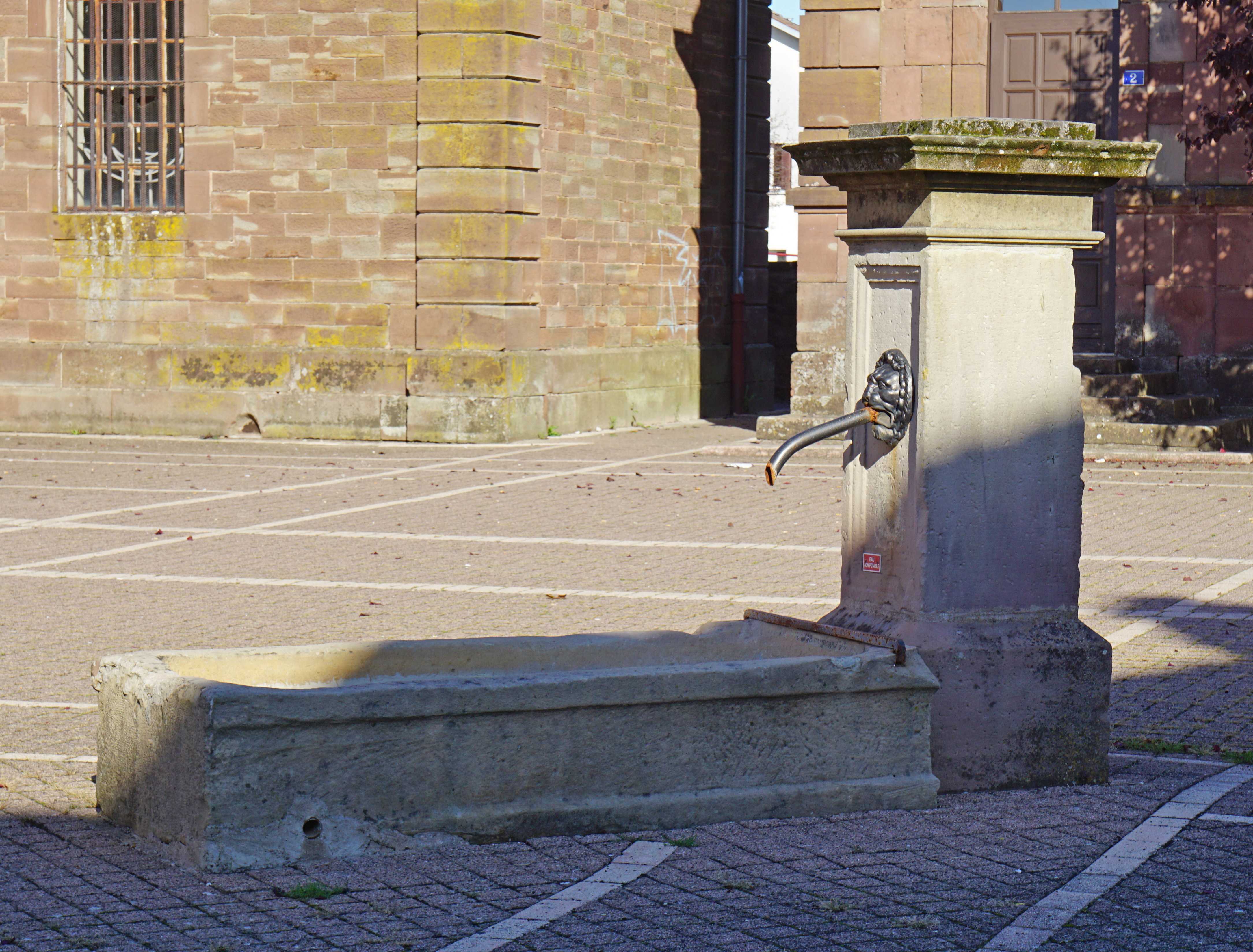
Fontaine.
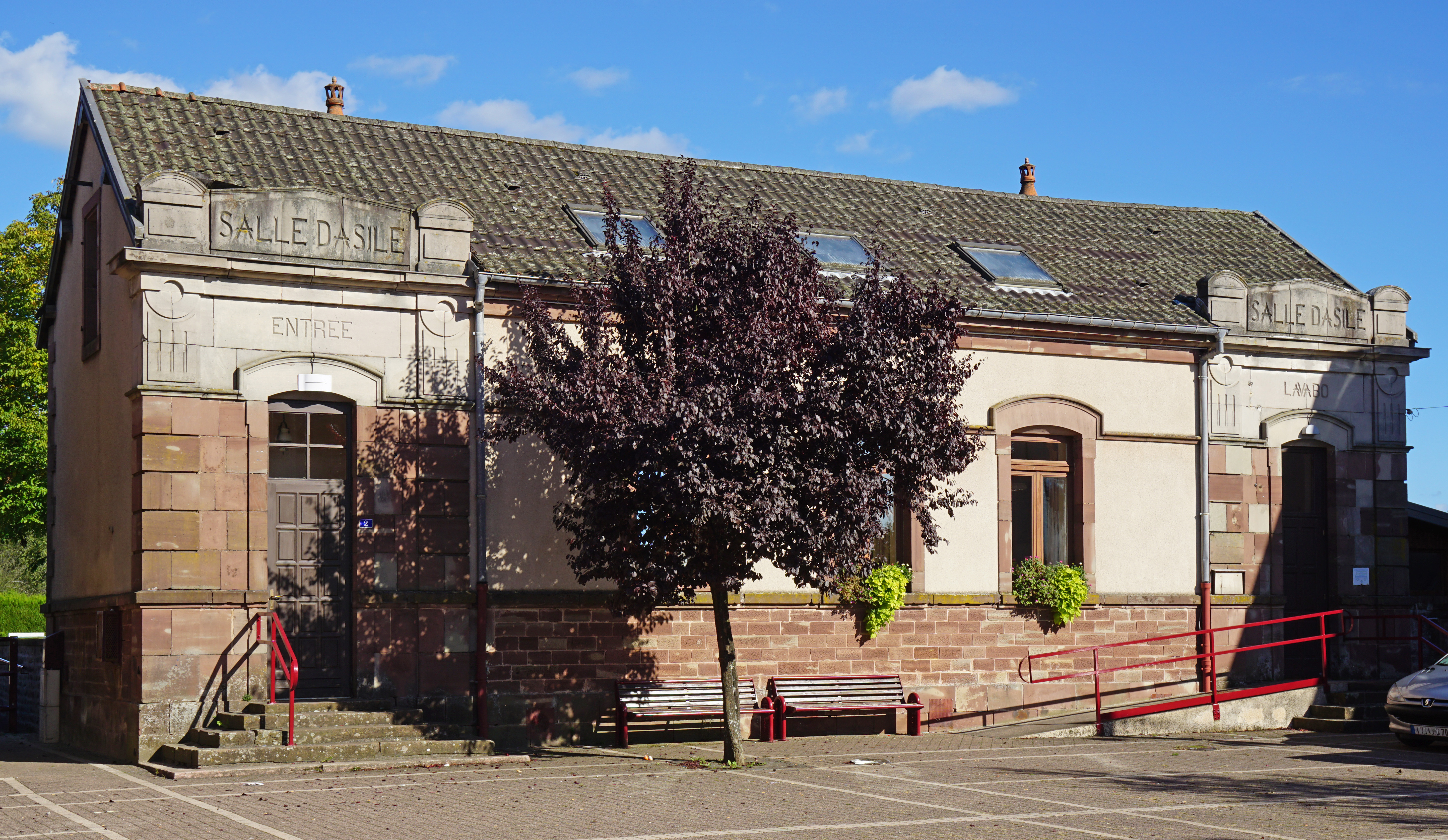
L'ancienne bibliothèque, ancienne salle d'asile.

## Personnalités liées à la commune
- Fernand Clerget (1865-1931), éditeur, écrivain et sociologue, y est né.
- Philippe Ballot, archevêque de Chambéry (ordonné le 15 janvier 2009), puis évêque de Metz (installé le 4 septembre 2022).

## Héraldique
| Blason de Corbenay | Blason  | Parti de sinople et de pourpre, au cyclamor câblé sur lequel sont passants à l’intérieur trois lièvres réunis en abîme par les oreilles, chacun ayant une oreille en commun avec le précédent et le suivant, les trois oreilles formant un triangle renversé, le tout d’argent brochant sur la partition. DeviseVarius sed unus (Divers mais unis). |
| Blason de Corbenay | Détails | Le statut officiel du blason reste à déterminer. |

## Jumelages
- Plaine-Haute, Côtes-d'Armor (France) depuis le 23 avril 2011.